# Хронологија ФНРЈ и КПЈ новембар 1948.
Хронолошки преглед важнијих догађаја везаних за друштвено-политичка дешавања у Федеративној Народној Републици Југославији (ФНРЈ) и деловање Комунистичке партије Југославије (КПЈ), као и општа политичка, друштвена, спортска и културна дешавања која су се догодила у току новембра месеца 1948. године.
| ← октобар | ← октобар | ← октобар | ← октобар | ← октобар | ← октобар | ← октобар | ← октобар | Хронологија ФНРЈ и КПЈ током 1948. | Хронологија ФНРЈ и КПЈ током 1948. | Хронологија ФНРЈ и КПЈ током 1948. | Хронологија ФНРЈ и КПЈ током 1948. | Хронологија ФНРЈ и КПЈ током 1948. | Хронологија ФНРЈ и КПЈ током 1948. | Хронологија ФНРЈ и КПЈ током 1948. | Хронологија ФНРЈ и КПЈ током 1948. | Хронологија ФНРЈ и КПЈ током 1948. | Хронологија ФНРЈ и КПЈ током 1948. | Хронологија ФНРЈ и КПЈ током 1948. | Хронологија ФНРЈ и КПЈ током 1948. | Хронологија ФНРЈ и КПЈ током 1948. | Хронологија ФНРЈ и КПЈ током 1948. | Хронологија ФНРЈ и КПЈ током 1948. | децембар → | децембар → | децембар → | децембар → | децембар → | децембар → | децембар → | децембар → |
| П         | У         | С         | Ч         | П         | С         | Н         | П         | У                                  | С                                  | Ч                                  | П                                  | С                                  | Н                                  | П                                  | У                                  | С                                  | Ч                                  | П                                  | С                                  | Н                                  | П                                  | У                                  | С          | Ч          | П          | С          | Н          | П          | У          |            |
| 1         | 2         | 3         | 4         | 5         | 6         | 7         | 8         | 9                                  | 10                                 | 11                                 | 12                                 | 13                                 | 14                                 | 15                                 | 16                                 | 17                                 | 18                                 | 19                                 | 20                                 | 21                                 | 22                                 | 23                                 | 24         | 25         | 26         | 27         | 28         | 29         | 30         |            |

## Догађаји

### 1. новембар
- У Сарајеву, од 1. до 5. новембра, одржана Шеста покрајинска конференција КПЈ за Босну и Херцеговину, која је претворена у Први оснивачки конгрес Комунистичке партије Босне и Херцеговине, коме је присуствовало 678 делегата. У складу са одлукама Петог конгреса КПЈ, од Покрајинског комитета КПЈ за БиХ формирана је Комунистичка партија Босне и Херцеговине. У току Конгреса Ђуро Пуцар Стари, политички секретар Покрајинског комитета, поднео је извештај о политичком раду КПЈ у Босни и Херцеговини, док је Цвијетин Мијатовић поднео извештај о организационом раду. Конгрес је усвојио резолуцију о раду Покрајинског комитета, резолуцију о наредним задацима и резолуцију о оптужбама Информбироа и кампањи против КПЈ. На Конгресу је изабран Централни комитет КП БиХ, који је на својој пленарној седници изабрао Политбиро и руководство партије — Ђуро Пуцар Стари, политички и Цвијетин Мијатовић, организациони секретар.[1]

### 11. новембар
- У Београду је одржана свечана седница Српске академије наука и уметности, на којој је Јосип Броз Тито изабран за првог почасног члана САНУ.[2][3]
- У Љубљани, од 11. до 15. новембра одржан Други конгрес Комунистичке партије Словеније. У току Kонгреса, секретар КПС Миха Маринко поднео је Политички извештај Централног комитета КПС, док је Стане Кавчич поднео Организациони извештаја ЦК КПС. У посебној резолуцији, Конгрес је осудио оптужбе Информбироа и кампању против КПЈ и изразио пуну сагласност са политичком линијом Централног комитета Комунистичке партије Југославије. Конгрес је на крају изабрао Централни комитет КПС од 47 чланова и деветочлану Ревизиону комисију. За секретара ЦК КПС изабран је Миха Маринко, а за чланове Политбироа ЦК КПС — Виктор Авбељ, Јанез Хрибар, Стане Кавчич, Борис Крајгер, Иван Мачек, Јоже Потрч, Иван Регент и Лидија Шентјурц.[4] Конгрес је последњег дана заседања 15. новембра посетио генерални секретар КПЈ Јосип Броз Тито.[2][5]

### 16. новембар
- У Љубљани је одржана свечана седница Словеначке академије наука и уметности, на којој је Јосип Броз Тито изабран за првог почасног члана САЗУ.[6][2][7]

### 21. новембар
- У Загребу, од 21. до 26. новембра, одржан Други конгрес Комунистичке партије Хрватске. У току Конгреса, секретар КП Хрватске Владимир Бакарић поднео је Политички извештај Централног комитета КПХ. Конгрес је усвојио Резолуцију о извештајима Централног комитета, Резолуцију о оптужбама Коминформа и кампањи против КПЈ и народа Југославије, као и Резолуцију о основним народним задацима КП Хрватске. Конгрес је на крају изабрао Централни комитет КПХ и Ревизиону комисију. За секретара Централног комитета КПХ изабран је Владимир Бакарић.[6] Конгрес је 25. новембра посетио генерални секретар КПЈ Јосип Броз Тито.[2][8]